# Ada (orchidée)
Pour les articles homonymes, voir Ada et ADA.
Genre
Synonymes
- genre Brassia R. Br. ex Ait. f.[1]
- Ada Lindl.[1]
- Brachtia Rchb.f.[1]
- Brassiopsis Szlach. & Górniak[1]
- Mesospinidium Rchb.f.[1]
- Oncodia Lindl.[1]

Ada est un genre végétal de la famille des Orchidaceae originaire d'Amérique tropicale (du Nicaragua, du sud du Venezuela, de Colombie, du Pérou et de Bolivie). Ce genre comprend 17 espèces épiphytes et de nombreux hybrides, mais de nombreux auteurs placent dorénavant ces espèces dans le genre Brassia (voir le paragraphe « liens externes »). Le coloris vif de l’ada a été utilisé pour obtenir des hybrides aussi colorés que leur parent sinon plus. C’est ainsi que l’Adaglossum est un hybride issu d’un Ada et d’un Odontoglossum et que l’Adcota est le résultat d’une hybridation entre un Ada et d’un Cochlioda. Cette orchidée s’arrose avec beaucoup de parcimonie. Il faut attendre le dessèchement complet du mélange avant d’arroser. L’ada se nourrit et s’hydrate plus à l'aide de ses parties aériennes que de ses racines. Il faut utiliser une eau non calcaire et à température ambiante.
En outre, il ne faut pas mouiller les feuilles et encore moins les jeunes pousses lors de l’arrosage.

## Liste des espèces
- Ada allenii (L.O. Williams ex C.Schweinf.) N.H. Williams (1972)
- Ada andreettae Dodson (1993)
- Ada aurantiaca Lindl. (1853)
- Ada bennettiorum Dodson (1989)
- Ada brachypus (Rchb.f.) N.H. Williams (1972)
- Ada chlorops (Endres & Rchb.f.) N.H. Williams (1972)
- Ada escobariana (Garay) Dodson (1990)
- Ada euodes (Rchb.f.) D.E. Benn. & Christenson (1998)
- Ada farinifera (Linden & Rchb.f.) N.H. Williams (1972)
- Ada glumacea (Lindl.) N.H. Williams (1972)
- Ada keiliana (Rchb.f. ex Lindl.) N.H. Williams (1972)
- Ada mendozae Dodson (1993)
- Ada ocanensis (Lindl.) N.H. Williams (1972)
- Ada peruviana D.E.Benn. & Christenson (2001)
- Ada pozoi Dodson & N.H. Williams ((1984)
- Ada rolandoi D.E. Benn. & Christenson (1994)

Selon Tropicos (15 février 2016) (Attention liste brute contenant possiblement des synonymes) :
- Ada allenii (L.O. Williams ex C. Schweinf.) N.H. Williams
- Ada andreettae Dodson
- Ada aurantiaca Lindl.
- Ada bennettiorum Dodson
- Ada brachypus (Rchb. f.) Pupulin
- Ada chlorops (Endrés & Rchb. f.) N.H. Williams
- Ada cinnabarina (Linden ex Lindl.) N.H. Williams
- Ada elegantula (Rchb. f.) N.H. Williams
- Ada escobariana (Garay) Dodson
- Ada euodes (Rchb. f.) D.E. Benn. & Christenson
- Ada farinifera (Linden & Rchb. f.) N.H. Williams
- Ada glumacea (Lindl.) N.H. Williams
- Ada imbricata (Lindl.) N.H. Williams
- Ada keiliana (Rchb. f. ex Lindl.) N.H. Williams
- Ada lehmannii Rolfe
- Ada mendozae Dodson
- Ada ocanensis (Lindl.) N.H. Williams
- Ada peruviana D.E. Benn. & Christenson
- Ada pozoi Dodson & N.H. Williams
- Ada pygmaea Pupulin, J. Valle & G. Merino
- Ada rolandoi D.E. Benn. & Christenson
- Ada spathacea (Linden & Rchb. f.) N.H. Williams